# Macrolopha
Macrolopha es un género de escarabajos de la familia Megalopodidae. Esta es la lista de especies pertenecientes a este género:
- Macrolopha atricornis Pic, 1951
- Macrolopha atripennis Pic, 1951
- Macrolopha bicoloripennis Pic, 1951
- Macrolopha brunneonotata Pic, 1951
- Macrolopha cribricollis Pic, 1951
- Macrolopha dentipes Weise, 1902
- Macrolopha flavofasciata (Pic, 1945)
- Macrolopha humeralis Pic, 1951
- Macrolopha insignata Pic, 1951
- Macrolopha jacobyi Weise, 1902
- Macrolopha limbata Pic, 1951
- Macrolopha luteofasciota Pic, 1951
- Macrolopha luteonotata Pic, 1951
- Macrolopha minuta Pic, 1951
- Macrolopha obscuricolor Pic, 1951
- Macrolopha quadrimaculata Gahan, 1909
- Macrolopha rustica Weise, 1902
- Macrolopha subfasciata Pic, 1951
- Macrolopha subnotata Pic, 1951
- Macrolopha transversicollis Pic, 1951
- Macrolopha variabilis